# Почётные граждане Сахалинской области
Почётные граждане Сахалинской области — перечень награжденных званием «Почётный гражданин Сахалинской области».

## Преамбула
Согласно Статуту от 2019 года, звание присваивается гражданам Российской Федерации, постоянно проживающим на территории Сахалинской области, имеющим трудовой стаж в Сахалинской области, исчисленный в календарном порядке, не менее 40 лет для мужчин и 35 лет для женщин, за выдающиеся заслуги в государственной, производственной, научно-исследовательской, социально-культурной, политической, общественной, благотворительной и иной деятельности, способствующей всестороннему развитию Сахалинской области, укреплению её авторитета в Российской Федерации и за рубежом, личное мужество и героизм, проявленные при исполнении служебного и гражданского долга на благо Российской Федерации и Сахалинской области.
Решение о присвоении или лишения звания принимает губернатор Сахалинской области. Лицу, удостоенному звания, вручаются нагрудный знак и удостоверение установленной формы.

## Перечень
Список приводится по информации с официального сайта Губернатора и Правительства Сахалинской области.
| Год  | Фамилия Имя Отчество                                                                        | Должность | Основание | Основание (документ)                                               |
| ---- | ------------------------------------------------------------------------------------------- | --- | --- | ------------------------------------------------------------------ |
| 2001 | Бармута, Владимир Иванович                                                                  | председатель некоммерческой организации «Союз Добровольно Объединившихся Рыбаков» | Звание присвоено за особые заслуги в производственной и общественной деятельности | Распоряжение Губернатора Сахалинской области от 13.12.2001 № 364-р |
| 2001 | Егурцов, Алексей Николаевич (умер в 2007 году)                                              | заместитель начальника производственно-диспетчерской службы ОАО «Роснефть-Сахалинморнефтегаз», Заслуженный работник нефтяной и газовой промышленности Российской Федерации                                                        | Звание присвоено за особые заслуги в производственной и общественной деятельности | Распоряжение Губернатора Сахалинской области от 10.01.2002 № 5-р   |
| 2001 | Колесников, Николай Иванович (умер в 2009 году)                                             | заместитель директора — заведующий филиалом государственного архива — Сахалинским центром документации новейшей истории | Звание присвоено за особые заслуги в научной и педагогической деятельности | Распоряжение Губернатора Сахалинской области от 13.12.2001 № 364-р |
| 2001 | Салтук, Николай Петрович (умер в 2012 году)                                                 | ветеран сельскохозяйственной отрасли | Звание присвоено за особые заслуги в производственной и общественной деятельности | Распоряжение Губернатора Сахалинской области от 13.12.2001 № 364-р |
| 2002 | Зотов Николай Михайлович                                                                    | председатель Сахалинского областного объединения организаций профсоюзов | Звание присвоено за особые заслуги в защите трудовых прав работников | Распоряжение Губернатора Сахалинской области от 13.01.2003 № 3-р   |
| 2002 | Филатов Василий Николаевич (?-2011)                                                         | председатель совета Сахалинской областной организации ветеранов (пенсионеров) войны, труда, Вооружённых Сил и правоохранительных органов                                                                                          | Звание присвоено за особые заслуги в патриотическом воспитании и активной общественной деятельности | Распоряжение Губернатора Сахалинской области от 13.01.2003 № 3-р   |
| 2003 | Арсеньев, Николай Викторович (?-2021)                                                       | ветеран строительной отрасли | Звание присвоено за особые заслуги по модернизации строительного комплекса и плодотворную работу в органах власти Сахалинской области | Распоряжение Губернатора Сахалинской области от 20.01.2004 № 7-р   |
| 2003 | Даниленко, Тамара Трофимовна                                                                | директор Сахалинской областной универсальной библиотеки | Звание присвоено за особые заслуги в развитии культуры, создании и организации эффективной просветительской работы среди населения Сахалинской области | Распоряжение Губернатора Сахалинской области от 20.01.2004 № 7-р   |
| 2003 | Пономаренко, Виктор Григорьевич (?-2006)                                                    | начальник дорожной технической школы Сахалинской железной дороги — филиала ОАО «Российские железные дороги» | Звание присвоено за особые заслуги в разработке проекта и эффективном практическом осуществлении работы материкового подвижного железнодорожного состава на острове Сахалин | Распоряжение Губернатора Сахалинской области от 20.01.2004 № 7-р   |
| 2004 | Грошева, Галина Михайловна                                                                  | участник Сахалинского областного общественно-политического движения «Сахалинская гвардия» | Звание присвоено за особые заслуги в общественной деятельности и большой вклад в развитие Сахалинской области | Распоряжение Губернатора Сахалинской области от 14.12.2004 № 93-р  |
| 2004 | Пашков, Александр Михайлович                                                                | действующий член президиума Сахалинского областного совета ветеранов | Звание присвоено за особые заслуги в общественной деятельности и большой вклад в развитие Сахалинской области | Распоряжение Губернатора Сахалинской области от 14.12.2004 № 93-р  |
| 2004 | Ревнивых, Георгий Антонович (?-2011)                                                        | участник Сахалинского областного общественно-политического движения «Сахалинская гвардия» | Звание присвоено за особые заслуги в общественной деятельности и большой вклад в развитие Сахалинской области | Распоряжение Губернатора Сахалинской области от 14.12.2004 № 93-р  |
| 2005 | Василькин, Виктор Андреевич (?-2020)                                                        | член координационного совета Сахалинского областного общественно-политического движения «Сахалинская гвардия» | Звание присвоено за особые заслуги и вклад в развитие Сахалинской области | Распоряжение Губернатора Сахалинской области от 06.12.2005 № 52-р  |
| 2005 | Жукова, Мария Павловна (умерла в 2015)                                                      | заведующая физиотерапевтическим отделением муниципального учреждения здравоохранения «Южно-Сахалинская городская больница им. Ф. С. Анкудинова»                                                                                   | Звание присвоено за особые заслуги в охране здоровья населения Сахалинской области | Распоряжение Губернатора Сахалинской области от 06.12.2005 № 52-р  |
| 2005 | Кондраков, Владимир Михайлович                                                              | 2015) | Звание присвоено за особые заслуги и вклад в развитие Сахалинской области | Распоряжение Губернатора Сахалинской области от 06.12.2005 № 52-р  |
| 2005 | Фархутдинов, Игорь Павлович                                                                 | Губернатор Сахалинской области | Звание присвоено посмертно, за особые заслуги и большой личный вклад в социальное и экономическое развитие Сахалинской области | Распоряжение Губернатора Сахалинской области от 06.12.2005 № 52-р  |
| 2006 | Басарукин, Михаил Иванович (?-2016)                                                         | ветеран сельскохозяйственной отрасли | Звание присвоено за особые заслуги в производственной деятельности и большой вклад в социально-экономическое развитие Сахалинской области | Распоряжение Губернатора Сахалинской области от 22.12.2006 № 72-р  |
| 2006 | Кузин, Анатолий Тимофеевич                                                                  | историк-краевед | Распоряжение Губернатора Сахалинской области от 22.12.2006 № 72-р |                                                                    |
| 2006 | Сергеев, Константин Фёдорович                                                               | учёный-геолог, геофизик, доктор геолого-минералогических наук, член-корреспондент РАН(?-2010) | Звание присвоено за особые заслуги в научной деятельности и большой вклад в подготовку высококвалифицированных кадров | Распоряжение Губернатора Сахалинской области от 22.12.2006 № 72-р  |
| 2007 | Залпина, Римма Дмитриевна (умерла в 2014)                                                   | педагог, Заслуженный учитель Российской Федерации | Звание присвоено за особые заслуги в научной деятельности и большой вклад в воспитание подрастающего поколения | Распоряжение Губернатора Сахалинской области от 28.12.2007 № 94-р  |
| 2007 | Надсадин, Александр Сергеевич                                                               | ветеран нефтегазовой отрасли | Звание присвоено за особые заслуги в производственной деятельности и большой вклад в социально-экономические развитие Сахалинской области | Распоряжение Губернатора Сахалинской области от 28.12.2007 № 94-р  |
| 2007 | Юзефович, Григорий Алексеевич                                                               | ветеран строительной отрасли, заслуженный строитель Российской Федерации | Звание присвоено за особые заслуги в производственной деятельности и большой вклад в социально-экономическое развитие Сахалинской области | Распоряжение Губернатора Сахалинской области от 01.02.2008 № 14-р  |
| 2008 | Пак Хе Рен                                                                                  | президент региональной общественной организации «Сахалинские корейцы» | Звание присвоено за особые заслуги в производственной и общественной деятельности и большой вклад в социально-экономическое развитие Сахалинской области | Распоряжение Губернатора Сахалинской области от 31.12.2008 № 114-р |
| 2008 | Смирнов, Николай Григорьевич (?-2019)                                                       | участник Сахалинского областного общественно-политического движения «Сахалинская гвардия» | Звание присвоено за особые заслуги в производственной и общественной деятельности и большой вклад в социально-экономическое развитие Сахалинской области | Распоряжение Губернатора Сахалинской области от 31.12.2008 № 114-р |
| 2009 | Белоносов, Валерий Иванович                                                                 | президент регионального общественного фонда «Сахалинский фонд культуры» | Звание присвоено за особые заслуги в общественной деятельности и большой вклад в развитие Сахалинской области | Распоряжение Губернатора Сахалинской области от 29.12.2009 № 129-р |
| 2009 | Гапоненко, Константин Ерофеевич (?-2019)                                                    | писатель | Звание присвоено за особые заслуги в творческой деятельности и большой вклад в воспитание подрастающего поколения | Распоряжение Губернатора Сахалинской области от 29.12.2009 № 129-р |
| 2009 | Шляхов Виктор Михайлович                                                                    | генеральный директор ЗАО "Санаторий «Синегорские минеральные воды» | Звание присвоено за особые заслуги в охране здоровья населения Сахалинской области | Распоряжение Губернатора Сахалинской области от 29.12.2009 № 129-р |
| 2010 | Петрухин, Михаил Лаврентьевич (?-2017)                                                      | член Сахалинского областного общественно-политического движения «Сахалинская гвардия» | Звание присвоено за большой вклад в социально-экономическое развитие Сахалинской области | Распоряжение Губернатора Сахалинской области от 19.01.2011 № 2-р   |
| 2010 | Иванова, Аргентина Ивановна                                                                 | заместитель главного врача ОГУЗ «Сахалинская областная больница» | Звание присвоено за особые заслуги в охране здоровья населения Сахалинской области | Распоряжение Губернатора Сахалинской области от 19.01.2011 № 2-р   |
| 2010 | Мисиков, Борис Рамазанович                                                                  | ректор государственного образовательного учреждения высшего профессионального образования «Сахалинский государственный университет»                                                                                               | Звание присвоено за большой вклад в социально-экономическое развитие Сахалинской области и совершенствование системы среднего и высшего профессионального образования | Распоряжение Губернатора Сахалинской области от 18.04.2011 № 52-р  |
| 2011 | Асеев, Николай Иванович (?-2016)                                                            | заместитель председателя Сахалинского областного Совета ветеранов (пенсионеров) войны, труда, Вооружённых сил и правоохранительных органов, член Сахалинского областного общественно-политического движения «Сахалинская гвардия» | Звание присвоено за особые заслуги в общественной деятельности и большой вклад в воспитание подрастающего поколения | Распоряжение Губернатора Сахалинской области от 17.01.2012 № 7-р   |
| 2011 | Гомилевский, Виталий Евгеньевич                                                             | депутат Сахалинской областной Думы, заместитель председателя постоянного комитета Сахалинской областной Думы по экономическому развитию                                                                                           | Звание присвоено за особые заслуги в государственной деятельности и большой вклад в социально-экономическое развитие Сахалинской области | Распоряжение Губернатора Сахалинской области от 17.01.2012 № 7-р   |
| 2011 | Ефремов, Владимир Ильич                                                                     | председатель Сахалинской областной Думы | Звание присвоено за особые заслуги в государственной и политической деятельности | Распоряжение Губернатора Сахалинской области от 17.01.2012 № 7-р   |
| 2012 | Пушкарёва, Декабрина Михайловна                                                             | участница Великой Отечественной войны | Звание присвоено за особые заслуги в общественной деятельности и большой вклад в воспитание подрастающего поколения | Распоряжение Губернатора Сахалинской области от 28.12.2012 № 217-р |
| 2012 | Рукавец, Владислав Владимирович                                                             | заместитель председателя городского Собрания г. Южно-Сахалинска | Звание присвоено за особые заслуги в государственной деятельности и большой вклад в социально-экономическое развитие Сахалинской области | Распоряжение Губернатора Сахалинской области от 28.12.2012 № 217-р |
| 2012 | Сизова, Евдокия Семёновна                                                                   | учитель истории и обществознания МБОУ «Средняя общеобразовательная школа г. Горнозаводска» | Звание присвоено за особые заслуги в социально-культурной деятельности и большой вклад в воспитание подрастающего поколения | Распоряжение Губернатора Сахалинской области от 28.12.2012 № 217-р |
| 2013 | Кнутов, Виктор Алексеевич                                                                   | ветеран нефтегазодобывающей отрасли Сахалинской области | Звание присвоено за особые заслуги в производственной деятельности и большой вклад в развитие нефтегазодобывающей отрасли Сахалинской области | 201-р                                                              |
| 2013 | Калькаев, Василий Михайлович                                                                | участник Великой Отечественной войны, ветеран сельскохозяйственной отрасли Сахалинской области | Звание присвоено за особые заслуги в общественной деятельности и большой вклад в социально-экономическое развитие Сахалинской области | 201-р                                                              |
| 2013 | Шубина, Любовь Фёдоровна (умерла в 2015)                                                    | депутат Сахалинской областной Думы | Звание присвоено за особые заслуги в государственной, политической и общественной деятельности, способствующей улучшению условий жизни населения, социально-экономическому развитию Сахалинской области | 201-р                                                              |
| 2014 | Абрамян, Самвел Сергеевич                                                                   | старший тренер-преподаватель отделения бокса ОГАУ "Дворец спорта «Кристалл» | Звание присвоено за особые заслуги в воспитании подрастающего поколения и большой вклад в развитие физической культуры и спорта в Сахалинской области | Распоряжение Губернатора Сахалинской области от 15.01.2015 № 2-р   |
| 2014 | Петров, Николай Иннокентьевич                                                               | с 1991 г. по 2012 г. — глава муниципального образования «Анивский городской округ», с 2015 г. — председатель Общественного совета при администрации муниципального образования «Анивский городской округ»                         | Звание присвоено за особые заслуги в государственной и политической деятельности, способствующей улучшению условий жизни населения, социально-экономическому развитию Сахалинской области | Распоряжение Губернатора Сахалинской области от 15.01.2015 № 2-р   |
| 2014 | Санги, Виктор Михайлович                                                                    | писатель | Звание присвоено за особые заслуги в социально-культурной и общественной деятельности | Распоряжение Губернатора Сахалинской области от 15.01.2015 № 2-р   |
| 2015 | Андреев, Юрий Иванович                                                                      | ветеран лесной отрасли, член Правления Сахалинского регионального отделения общероссийской общественной организации «Дети войны»(?-2019)                                                                                          | Звание присвоено за особые заслуги в общественной деятельности и большой личный вклад в социально-экономическое развитие Сахалинской области | Распоряжение Губернатора Сахалинской области от 30.12.2015 № 236-р |
| 2015 | Цветков, Владимир Константинович                                                            | председатель правления Сахалинского отделения межрегиональной общественной организации «Ассоциация работников правоохранительных органов и специальных служб РФ»                                                                  | Звание присвоено за особые заслуги в общественной деятельности и большой личный вклад в патриотическое воспитание подрастающего поколения Сахалинской области | Распоряжение Губернатора Сахалинской области от 30.12.2015 № 236-р |
| 2015 | Чеботарёв, Владимир Николаевич                                                              | член Союза художников России, скульптор общества с ограниченной ответственностью «Азурит» | Звание присвоено за особые заслуги и большой личный вклад в развитие монументального и изобразительного искусства в Сахалинской области, активную творческую деятельность | Распоряжение Губернатора Сахалинской области от 30.12.2015 № 236-р |
| 2016 | Боев, Геннадий Тарасович (?-2019)                                                           | ветеран отрасли связи Сахалинской области, полный кавалер ордена Славы | Звание присвоено за многолетний добросовестный труд и большой личный вклад в социально-экономическое развитие Сахалинской области | Распоряжение Губернатора Сахалинской области от 27.06.2016 № 118-р |
| 2016 | Илютичева, Валентина Лукинична (1937-2018)                                                  | ветеран сельскохозяйственной отрасли Сахалинской области, Герой Социалистического Труда | Звание присвоено за многолетний добросовестный труд и большой личный вклад в социально-экономическое развитие Сахалинской области | Распоряжение Губернатора Сахалинской области от 27.06.2016 № 118-р |
| 2016 | Кравчук, Владимир Иванович(1933—2016)                                                       | ветеран сельскохозяйственной отрасли Сахалинской области, Герой Социалистического Труда | Звание присвоено за многолетний добросовестный труд и большой личный вклад в социально-экономическое развитие Сахалинской области | Распоряжение Губернатора Сахалинской области от 27.06.2016 № 118-р |
| 2016 | Молоток, Пётр Филиппович (1939-2017) (на сайте Администрации области ошибочно: умер в 2018) | ветеран сельскохозяйственной отрасли Сахалинской области, Герой Социалистического Труда | Звание присвоено за многолетний добросовестный труд и большой личный вклад в социально-экономическое развитие Сахалинской области | Распоряжение Губернатора Сахалинской области от 27.06.2016 № 118-р |
| 2016 | Савчук, Мария Нефедьевна (1930—2023)                                                        | ветеран сельскохозяйственной отрасли Сахалинской области, Герой Социалистического Труда | Звание присвоено за многолетний добросовестный труд и большой личный вклад в социально-экономическое развитие Сахалинской области | Распоряжение Губернатора Сахалинской области от 27.06.2016 № 118-р |
| 2016 | Баринова, Мария Максимовна (умерла в 2018)                                                  | ветеран педагогического труда Сахалинской области, член Южно-Сахалинского городского Совета ветеранов (пенсионеров) войны, труда, Вооружённых сил и правоохранительных органов                                                    | Звание присвоено за особые заслуги в общественной деятельности и значительный вклад в подготовку высококвалифицированных педагогических кадров Сахалинской области, многолетнюю плодотворную работу по воспитанию подрастающего поколения | Распоряжение Губернатора Сахалинской области от 30.12.2016 № 229-р |
| 2016 | Буторина, Тамара Генриховна                                                                 | инструктор-методист государственного бюджетного учреждения дополнительного образования "Специализированная детско-юношеская спортивная школа олимпийского резерва восточных видов единоборств Сахалинской области"                | Звание присвоено за большой личный вклад в развитие физической культуры и спорта Сахалинской области и многолетний добросовестный труд | Распоряжение Губернатора Сахалинской области от 30.12.2016 № 229-р |
| 2016 | Пустошкина, Нина Ивановна                                                                   | ветеран педагогического труда Сахалинской области, председатель Сахалинской областной общественной организации ветеранов педагогического труда системы образования                                                                | Звание присвоено за особые заслуги в общественной деятельности и значительный вклад в развитие системы образования Сахалинской области, многолетнюю плодотворную работу по воспитанию подрастающего поколения | Распоряжение Губернатора Сахалинской области от 30.12.2016 № 229-р |
| 2017 | Агриев, Аветис Ашотович (?-2021)                                                            | ветеран труда, журналист, спортивный комментатор | Звание присвоено за значительный вклад в развитие и популяризацию массового спорта, многолетнюю плодотворную работу по пропаганде здорового образа жизни, привлечению к занятиям физической культурой и спортом населения Сахалинской области | Распоряжение Губернатора Сахалинской области от 07.12.2017 №186-р  |
| 2017 | Сандлер, Николай Николаевич (?-2021)                                                        | участник Великой Отечественной войны, член Совета Сахалинской областной общественной организации пенсионеров (ветеранов) органов государственной безопасности                                                                     | Звание присвоено за значительный вклад в дело обеспечения государственной и общественной безопасности, особые заслуги в общественно-политической жизни Сахалинской области | Распоряжение Губернатора Сахалинской области от 07.12.2017 №186-р  |
| 2017 | Чернова, Людмила Михайловна                                                                 | ветеран педагогического труда Сахалинской области, член Общественного совета Поронайского городского округа, председатель Поронайской местной общественной организации пенсионеров                                                | Звание присвоено за особые заслуги в общественной деятельности, значительный вклад в развитие системы образования Сахалинской области, многолетнюю плодотворную работу по воспитанию подрастающего поколения | Распоряжение Губернатора Сахалинской области от 07.12.2017 №186-р  |
| 2018 | Гоголин, Николай Архипович (?-2020)                                                         | ветеран угледобывающей отрасли Сахалинской области | Звание присвоено за значительный вклад в развитие угледобывающей отрасли Сахалинской области, многолетний добросовестный труд, направленный на становление и развитие предприятий угольной промышленности и шахтного строительства в Сахалинской области, активную наставническую деятельность по подготовке молодых специалистов угледобывающей отрасли Сахалинской области | Распоряжение Губернатора Сахалинской области от 27.12.2018 №220-р  |
| 2018 | Романов, Александр Григорьевич                                                              | член Координационного совета Сахалинского областного общественно-политического движения «Сахалинская гвардия» | Звание присвоено за особые заслуги в государственном строительстве, общественной деятельности, большой личный вклад в социально-экономическое развитие Сахалинской области, многолетний добросовестный труд, способствующий улучшению социальных условий и качества жизни населения Сахалинской области                                                                      | Распоряжение Губернатора Сахалинской области от 27.12.2018 №220-р  |
| 2018 | Рукавишникова, Татьяна Николаевна                                                           | член регионального штаба регионального отделения в Сахалинской области Общероссийского общественного движения «Народный фронт «За Россию»                                                                                         | Звание присвоено за особые заслуги в общественной деятельности, активную гражданскую позицию, большой личный вклад в улучшение социальных условий и качества жизни населения Сахалинской области | Распоряжение Губернатора Сахалинской области от 27.12.2018 №220-р  |
| 2019 | Балюк, Анатолий Ефимович                                                                    | член политсовета Южно-Сахалинского отделения Всероссийской политической партии «Единая Россия» | Звание присвоено за многолетний добросовестный труд, особые заслуги в государственном строительстве, общественно-политической деятельности, направленной на становление и развитие российской государственности | Распоряжение Губернатора Сахалинской области от 30.12.2019 № 287-р |
| 2019 | Бондаренко, Николай Васильевич                                                              | член координационного совета Сахалинского областного общественно-политического движения «Сахалинская гвардия» | Звание присвоено за многолетнюю добросовестную службу, направленную на укрепление законности и правопорядка в Сахалинской области, особые заслуги в общественной деятельности, плодотворную работу по подготовке высококвалифицированных кадров и воспитанию подрастающего поколения                                                                                         | Распоряжение Губернатора Сахалинской области от 30.12.2019 № 287-р |
| 2019 | Самарин, Алексей Анисимович (?-2020)                                                        | ветеран строительной отрасли Сахалинской области, заместитель председателя правления Сахалинского регионального отделения Общероссийской общественной организации «Дети войны»                                                    | Звание присвоено за многолетний добросовестный труд, особые заслуги в общественной деятельности, большой личный вклад в становление и развитие Сахалинского регионального отделения Общероссийской общественной организации «Дети войны» | Распоряжение Губернатора Сахалинской области от 30.12.2019 № 287-р |
| 2020 | Волошин, Николай Иванович                                                                   | ветеран угледобывающей отрасли Сахалинской области | Звание присвоено за значительный вклад в развитие угледобывающей отрасли Сахалинской области, высокие производственные показатели, многолетний добросовестный труд, направленный на становление и развитие предприятий угольной промышленности и шахтного строительства в Сахалинской области                                                                                | Распоряжение Губернатора Сахалинской области от 14.01.2021 № 2-р   |
| 2020 | Иванча, Александр Михайлович                                                                | председатель Сахалинской областной общественной организации ветеранов (пенсионеров) органов государственной безопасности | Звание присвоено за особые заслуги в общественной деятельности, многолетнюю добросовестную службу, плодотворную работу по военно-патриотическому воспитанию молодёжи | Распоряжение Губернатора Сахалинской области от 14.01.2021 № 2-р   |
| 2020 | Коршунова, НатальяДмитриевна                                                                | депутат Сахалинской областной Думы, председатель правления Сахалинского регионального отделения Общероссийской общественно-государственной организации «Союз женщин России»                                                       | Звание присвоено за особые заслуги в общественной деятельности, большой личный вклад в развитие государственного строительства, активную законотворческую деятельность, направленную на улучшение социальных условий и качества жизни населения Сахалинской области | Распоряжение Губернатора Сахалинской области от 14.01.2021 № 2-р   |
| 2021 | Андреев, Василий Николаевич                                                                 | ветеран Великой Отечественной войны, принимавший участие в освобождении Южного Сахалина и Курильских островов от японских милитаристов                                                                                            | Звание присвоено за героизм и самоотверженность, проявленные при освобождении Южного Сахалина и Курильских островов от японских милитаристов | Распоряжение Губернатора Сахалинской области от 27.12.2021 № 258-р |
| 2021 | Гаврилов, Вячеслав Васильевич                                                               | ветеран Великой Отечественной войны, принимавший участие в освобождении Южного Сахалина и Курильских островов от японских милитаристов                                                                                            | Звание присвоено за героизм и самоотверженность, проявленные при освобождении Южного Сахалина и Курильских островов от японских милитаристов | Распоряжение Губернатора Сахалинской области от 27.12.2021 № 258-р |
| 2021 | Сичкарь, Владимир Федотович                                                                 | ветеран Великой Отечественной войны, принимавший участие в освобождении Южного Сахалина и Курильских островов от японских милитаристов                                                                                            | Звание присвоено за героизм и самоотверженность, проявленные при освобождении Южного Сахалина и Курильских островов от японских милитаристов | Распоряжение Губернатора Сахалинской области от 27.12.2021 № 258-р |
| 2022 | Грицай, Юлия Николаевна                                                                     | директор муниципального автономного общеобразовательного учреждения средняя общеобразовательная школа № 6 города Южно-Сахалинска                                                                                                  | Звание присвоено за значительный вклад в развитие системы образования Сахалинской области, подготовку высококвалифицированных педагогических кадров Сахалинской области, многолетнюю плодотворную работу по воспитанию подрастающего поколения | 20.12.2022 № 283-р                                                 |
| 2022 | Ломага, Василий Васильевич                                                                  | ветеран угледобывающей отрасли Сахалинской области | Звание присвоено за значительный вклад в развитие угледобывающей отрасли Сахалинской области, многолетний добросовестный труд, направленный на становление и развитие предприятий угольной промышленности и шахтного строительства в Сахалинской области | 20.12.2022 № 283-р                                                 |
| 2022 | Селиваненко, Александра Семёновна                                                           | ветеран отрасли связи Сахалинской области, член Совета Южно-Сахалинской городской организации ветеранов (пенсионеров) войны, труда, Вооружённых Сил и правоохранительных органов                                                  | Звание присвоено за значительный вклад в развитие отрасли связи Сахалинской области, особые заслуги в общественной деятельности, многолетнюю плодотворную работу по патриотическому воспитанию подрастающего поколения | 20.12.2022 № 283-р                                                 |
| 2023 | Соболев, Семён Никитович                                                                    | ветеран - участник Великой Отечественной Войны | Звание присвоено за личное мужество и героизм, проявленные при исполнении служебного и гражданского долга на благо Российской Федерации и Сахалинской области | Распоряжение Губернатора Сахалинской области от 22.12.2023 № 296-р |
| 2023 | Горохова, Раиса Самойловна                                                                  | специалист-искусствовед Сахалинской области | Звание присвоено за значительный вклад в развитие культуры Сахалинской области | Распоряжение Губернатора Сахалинской области от 22.12.2023 № 296-р |
| 2023 | Кацев, Леонид Ильич                                                                         | ветеран нефтегазодобывающей отрасли Сахалинской области | Звание присвоено за значительный вклад в развитие нефтегазодобывающей отрасли Сахалинской области | Распоряжение Губернатора Сахалинской области от 22.12.2023 № 296-р |
| 2024 | Тарасов, Николай Антонинович                                                                | ведущий методист отдела комплексного библиотечного обслуживания Сахалинской областной универсальной научной библиотеки | Звание присвоено за выдающиеся заслуги в сфере образования и культуры Сахалинской области | Распоряжение Губернатора Сахалинской области от 28.12.2024 № 288-р |
| 2024 | Главинская, Наталья Георгиевна                                                              | заведующая неврологическим отделением ГБУЗ «Сахалинская областная клиническая больница» | Звание присвоено за выдающиеся заслуги в сфере здравоохранения Сахалинской области | Распоряжение Губернатора Сахалинской области от 28.12.2024 № 288-р |
| 2024 | Седых, Лев Контстантинович                                                                  | ветеран рыбохозяйственной отрасли Сахалинской области | Звание присвоено за выдающиеся заслуги, способствующие всестороннему развитию Сахалинской области | Распоряжение Губернатора Сахалинской области от 28.12.2024 № 288-р |